# 中國國民黨中央執行委員會特務委員會特工總部
中國國民黨中央執行委員會特務委員會特工總部，為第二次世界大戰時期汪精衛政權奉日軍令設置於上海市的特工總部，因其所在地为上海市上海公共租界沪西越界筑路地段（屬於意大利界區）的極司非爾路76號（今萬航渡路），又被称为76號。鄰近上海日本憲兵隊。在76号內裡常刑囚拷打重慶分子、抗日人士，在抗戰時就因為特務間互相猜忌，最終在日本投降前就已經解體。今址在萬航渡路435號。

## 简介
76号是日本侵华政策的产物。1939年在日本驻沪领馆引荐下，已经投日的原国民党特务李士群、丁默邨与日本军部代表土肥原贤二会面，提出《上海特工计划》，得到日方重视。日本大本营下达了《援助丁默村一派特务工作的训令》。1939年5月汪精卫抵达上海组建伪政权，经过汪精衛政權第六次全国代表大会，国民党中央执行委员会特务委员会正式成立，由周佛海任特务委员会主任委员，丁默邨任副主任委员，李士群任秘书长。特务委员会主管汪精卫政府所有特务情报机构，协调各情报特务机关的活动和有关经费预算、后勤保障等方面的工作，有直属的武装特务大队，负责保卫特务委员会机关、周佛海及官邸和其余汪精卫政府要员。
特务委员会下设特工总部，驻位于沪西极司菲尔路北76号（今万航渡路435号）。丁默邨为特工总部主任，李士群、唐惠民为副主任。特工总部下设16个处室及直属行动总队，在日占区还设有分站，全部人员约1,800余人。特工总部内驻有一支由涩谷准尉统领的日本宪兵分队，职责就是监视76号的汉奸特务。76号進行大型行动之前，不但要事先知会日本特务机关，还要在日本特务机关派员督导下方能实施。
1943年9月李士群被特高课毒死后，特工总部被汪精卫政府撤销，并入军事委员会政治保卫总局，下设第一局和第二局。第一局虽仍驻76号原址，但权势大不如前。1944年11月，赴日本治病的汪精卫死于日本，76号再降为第一局下属的上海分局。

## 機構
- 机要处
- 秘书主任
- 总务处 代理处长岳光烈，处长叶耀先
- 组训处 处长马啸天
- 情报处 处长胡均鹤，科长孙时霖
- 侦行处 处长苏成德
- 电务处
- 無線電偵察总台 总台长晋辉，副总台长周鼎
- 督察室
- 審訊室
- 化験室
- 専員室
- 财务室
- 看守所
- 警衛总隊：大队长是吳四宝，共有 100 余人，驻守在总部内，基本是以流氓地痞为主。
- 行动总队
  - 第一行动大队，驻忆定盘路37号。大队长林之江，下面有吳振明等人，人数较少，但机动性较强。
  - 第二行动大队，驻康家桥62号
  - 第三行动大队，驻忆定盘路35号。原为第二警卫大队，大队长杨杰，有裘君牧、张鲁、王佩文、朱照声等10 余人，里面中共出身的中统或军统叛徒比较多。
  - 第四行动大队，驻愚园路818号
  - 第五行动大队，驻马路桥钱家巷38号
  - 第六行动大队，驻康家桥62号[3]
- 外围机构 
  - 中华轮船公司，设在东诸安浜邻靠江苏路的那片平房里
  - 立泰银号：设在今南京西路绿杨邨楼上。叶耀先（李士群的内侄）任董事长，原上海实业银行总经理朱海初任经理。

## 歴任主任
- 丁默邨（1939年5月－1940年3月）
- 李士群（1940年3月－1943年9月）；副主任：唐惠民

## 酷刑
设有酷刑三十八套，如吊打、坐老虎凳、灌辣椒水、电刑、钢针刺指，设有天牢（吊捆在半空中暴晒）、地牢和水牢。

## 罪行
为在社会上制造恐怖气氛，76号在路灯下悬挂人头，向被恐吓人家中扔断手断脚，在门上插匕首、寄子弹、恐吓信等，甚至跟踪绑架人质。仅1939年至1943年，不足四年的时间内，76号制造的暗杀、绑架事件达3,000余件，每年近1,000起。
仅仅1939年8月30日至1941年6月30日，上海报人遭暗杀的有：《大美晚报》朱惺公、程振章，张似旭，《申报》金华亭。还有积极主张抗日救国的其他报人，如李驳英、邵虚白、赵国栋、冯梦云、周维善等。为了推行伪币，在银行制造血案，如：1941年3月21日，在霞飞路（现淮海中路）1411弄10号，用机枪扫射，当场打死6人，打伤5人；次日在中国银行宿舍绑架员工达128人，3月24日又在中央银行和中国农民银行门口放置定时炸弹。

## 覆灭
随着太平洋战争的爆发，日本开始推行新的侵华政策，为了获取太平洋战争所需要的战略物资，强化汪政权，需要安抚上海大资产阶级。同时日本进入租界后，不再希望有混乱的市面，希望局势稳定。而76号还是一味的胡作非为，在日本人眼里它的利用价值正在失去。但是此时的76号、尤其是它的头目李士群势力已经强大，并非轻易可排挤掉。李士群也在开始为自己留退路，一方面开始联系国民党军统特务，表明愿意为军统在上海的行动提供帮助，另一方面也为中共特务从上海撤离提供帮助。重庆的国民党军统特务一直试图刺杀李士群，同时日本方面也深感李士群尾大不掉、失去了豢养他的价值。1943年9月，由日本上海宪兵队特高课课长冈村借化解李士群和熊剑东（卧底军统特务）矛盾为由，请李士群到家里吃饭，并暗中下毒毒死了李士群。李士群死后，76号裡大小头目争权夺利，很快也分崩瓦解了。